# Pseudatrichia longiventris
Pseudatrichia longiventris är en tvåvingeart som beskrevs av Kelsey 1969. Pseudatrichia longiventris ingår i släktet Pseudatrichia och familjen fönsterflugor.
Artens utbredningsområde är Costa Rica. Inga underarter finns listade i Catalogue of Life.